# VII Międzynarodowe Spadochronowe Mistrzostwa Polski w Akrobacji Zespołowej RW-4 Gliwice 1998
VII Międzynarodowe Spadochronowe Mistrzostwa Polski w Akrobacji Zespołowej RW-4 Gliwice 1998 – odbyły się 18–20 września 1998 na gliwickim lotnisku. Gospodarzem Mistrzostw był Aeroklub Gliwicki wraz z Sekcją Spadochronową Aeroklubu Gliwickiego, a organizatorem Aeroklub Polski i Aeroklub Gliwicki. Do dyspozycji skoczków był samolot An-2 SP-AOI. Skoki wykonywano z wysokości 3 050 metrów (10 000 stóp) i opóźnieniem 35 sekund. Wykonano 6 kolejek skoków.

## Rozegrane kategorie
Mistrzostwa rozegrano w jednej kategorii:
- Akrobacja zespołowa RW-4.

## Kierownictwo Mistrzostw
- Dyrektor Mistrzostw – pil. Ryszard Mandziej
- Kierownik Skoków – instr. Mariusz Bieniek
- Kierownik Sportowy – pil. Ryszard Ptaszek
- Komisja sędziowska – Maciej Antkowiak, Jan Isielenis i Ľubomir Turinič .

Źródło: 

## Medaliści
Medalistów VII Międzynarodowych Spadochronowych Mistrzostw Polski w Akrobacji Zespołowej RW-4 Gliwice 1998 podano za: Jan Isielenis, Archiwum Sekcji Spadochronowej Aeroklubu Gliwickiego, 1998. Brak numerów stron w książce
| Konkurencja              | Złoto           | Srebro       | Brąz             |
| Akrobacja zespołowa RW-4 | Aeroklub Polski | Aeroklub ROW | Bratislava Relax |

## Wylosowane zestawy figur
Wylosowane zestawy figur VII Międzynarodowych Spadochronowych Mistrzostw Polski w Akrobacji Zespołowej RW-4 Gliwice 1998 podano za: Jan Isielenis, Archiwum Sekcji Spadochronowej Aeroklubu Gliwickiego, 1998. Brak numerów stron w książce
- I kolejka B – G – M – 17)
- II kolejka (D – 19 – 12)
- III kolejka (23 – O – J – 3)
- IV kolejka (10 – 9 – K)
- V kolejka (24 – 4 – F)
- VI kolejka (13 – 15 – 1).

## Wyniki
Wyniki Uczestników VII Międzynarodowych Spadochronowych Mistrzostw Polski w Akrobacji Zespołowej RW-4 Gliwice 1998 podano za: Jan Isielenis, Archiwum Sekcji Spadochronowej Aeroklubu Gliwickiego, 1998. Brak numerów stron w książce
| Klasyfikacja – Akrobacja zespołowa RW-4 | Klasyfikacja – Akrobacja zespołowa RW-4                                                                      | Klasyfikacja – Akrobacja zespołowa RW-4 | Klasyfikacja – Akrobacja zespołowa RW-4 | Klasyfikacja – Akrobacja zespołowa RW-4 | Klasyfikacja – Akrobacja zespołowa RW-4 | Klasyfikacja – Akrobacja zespołowa RW-4 | Klasyfikacja – Akrobacja zespołowa RW-4 | Klasyfikacja – Akrobacja zespołowa RW-4 |
| --------------------------------------- | --- | --------------------------------------- | --------------------------------------- | --------------------------------------- | --------------------------------------- | --------------------------------------- | --------------------------------------- | --------------------------------------- |
| Miejsce                                 | Drużyna | Kolejka                                 | Kolejka                                 | Kolejka                                 | Kolejka                                 | Kolejka                                 | Kolejka                                 | Razem                                   |
| Miejsce                                 | Drużyna | I                                       | II                                      | II                                      | IV                                      | V                                       | VI                                      | Razem                                   |
| 1                                       | Aeroklub Polski Marcin Wilk, Artur Kuchta, Bartłomiej Repka, Krzysztof Filus, Wiesław Walasiewicz (kamera)   | 7                                       | 7                                       | 7                                       | 3                                       | 6                                       | 5                                       | 35                                      |
| 2                                       | Aeroklub ROW Jarosław Pawłowski, Mariusz Koba, Tomasz Adamiak, Sebastian Sobczak, Mirosław Wojtania (kamera) | 5                                       | 5                                       | 5                                       | 6                                       | 5                                       | 5                                       | 31                                      |
| 3                                       | Bratislava Relax Martin Pytek, Tomáš Lessner, Robert Fövenyes, Alex Bayer, Roman Bauman (kamera)             | 7                                       | 6                                       | 5                                       | 5                                       | 2                                       | 2                                       | 27                                      |